# 구릉산
구릉산(九陵山, Gureungsan)은 대한민국 서울특별시 중랑구와 경기도 구리시에 있는 산이다. 조선왕릉의 일부인 동구릉의 주산이기도 하다. 본디 검암산(劍岩山)이라고도 했으나 '검' 자가 칼을 의미하므로 불길하다는 이유로 구릉산이라고 부르게 되었다.

## 같이 보기
- 한국의 산